# Louise Rosskam
Louise Rosskam, née  le 27 mars 1910 et morte le 1er avril 2003, est une photographe travaillant pour la Farm Security Administration (FSA) et la Standard Oil Company au milieu du 20e siècle. Elle et son mari Edwin Rosskam (1903–1985) aident à documenter sur la vie en Amérique lors de la Grande Dépression. Les Rosskam font partie d'un groupe de photographes talentueux, embauchés par Roy Stryker, le directeur de la FSA entre 1935 et 1944 durant ce que l'on appelle « L'Âge d'Or de la Photographie Documentaire ».

## Jeunesse
Louise Rosenbaum est née dans une grande famille juive à Philadelphie en Pennsylvanie en 1910. Elle est la plus jeune des huit enfants. Son père, Morris Rosenbaum, a émigré de Hongrie à l'âge de 14 ans et sa mère, Hannah Rottenberg, vient de New York.
En 1929, Louise rencontre Edwin Rosskam, un artiste et futur photographe qui aidera Louise à développer son talent. En 1933, Louise reçoit son diplôme de biologie à l'Université de Pennsylvanie.

## Carrière

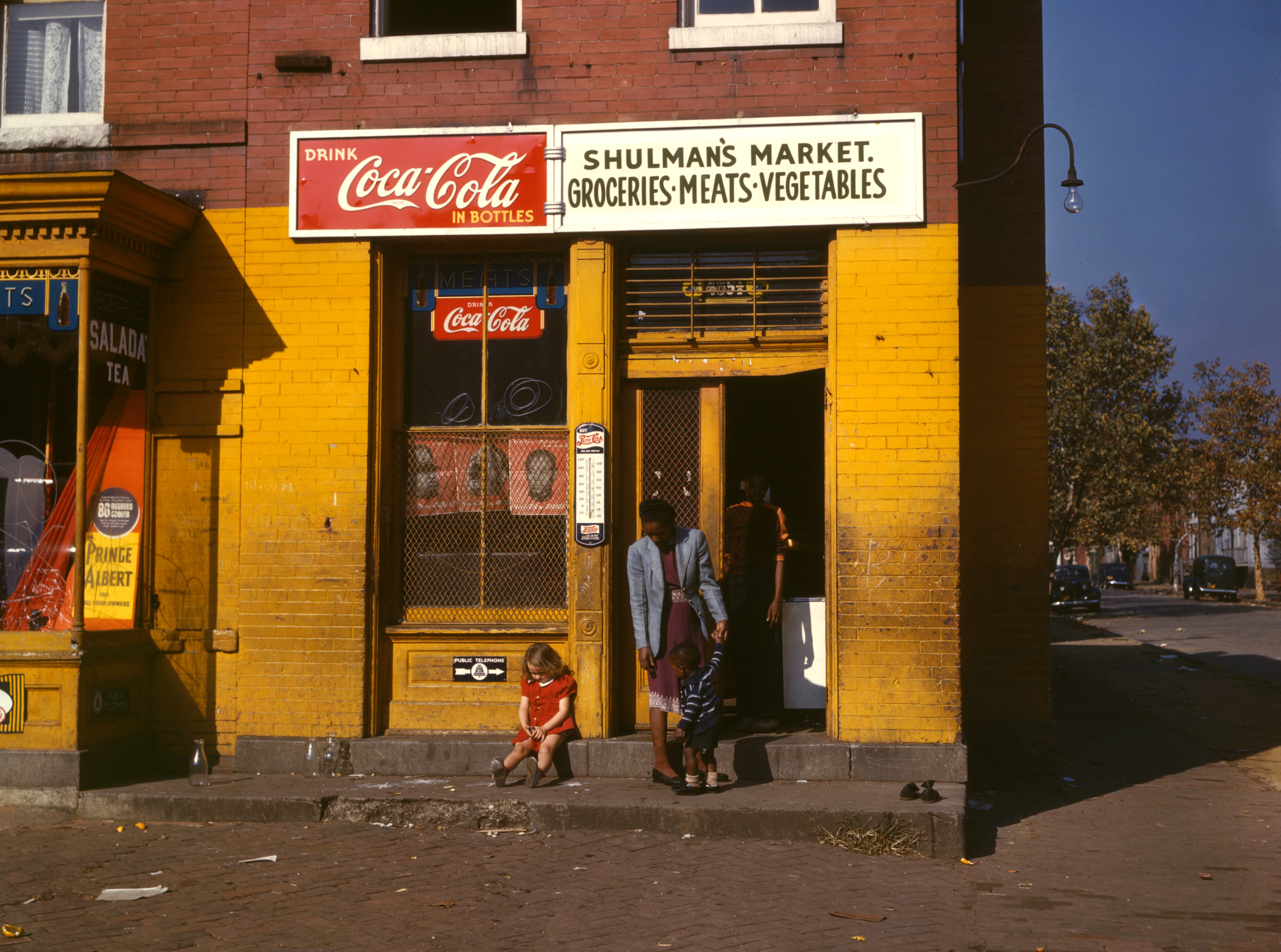
Shulman's Market dans le Sud-Ouest de Waterfront, quartier de Washington D.C., appartenant à Louise Rosskam, 1941 ou 1942

Durant leurs carrières, Louise et son mari Edwin ont travaillé en tant que photographes pour la Farm Security Administration, l'Office of War Information, la Standard Oil Company de New Jersey, le Puerto Rico Office of Information, et pour le New Jersey Department of Education.
Beaucoup de leurs photos prises pendant qu'ils travaillaient pour les agences du Gouvernement se trouvent maintenant dans les archives de la Bibliothèque du Congrès et font partie du domaine public.
En 1948, les Rosskam ont publié Towboat River, un livre de photographies détaillant la vie sur le Mississippi.
Pendant qu'ils vivaient à Roosevelt dans le New Jersey, les Rosskam ont eu deux filles, Anita et Susan,.
Louise Rosskam meurt dans le New Jersey en 2003.